# Puy-de-Dôme
För att läsa om berget, se Puy de Dôme.
Puy-de-Dôme är ett franskt departement i regionen Auvergne-Rhône-Alpes i mellersta Frankrike. Det har fått sitt namn efter berget Puy de Dôme (som, till skillnad från departementet, stavas utan bindestreck).

## Geografi
Puy-de-Dôme gränsar till departementen Allier i norr, Loire i ost, Haute-Loire i sydost, Cantal och Corrèze i sydväst samt Creuse i väst. 
De östra och västra delarna av departementet består av grenar av Cevennernas och Centralmassivets högland. En mängd utslocknade vulkanberg, kallade puys, basalt- och lavamassor samt kratrar skvallrar om livlig vulkanisk aktivitet mellan oligocentiden till början av kvartärtiden. Bergstopparna är samlade i två huvudgrupper. Den norra omkring Puy de Dôme kallas Chaîne des Puys och sträcker sig cirka 30 km och består av 70-80 kägelberg, somliga med kratrar av 160-200 meters djup. De högsta topparna är Puy de Dôme (1465 m ö.h.), Petit Puy de Dôme (1 267 m ö.h.), Puy de Côme (1 255 m ö.h.) och Puy de Pariou (1 210 m ö.h.). Södra gruppen, Monts Dore, har mellersta Frankrikes högsta berg, Puy de Sancy (1885 m ö.h.). Mont Dore är förenat med Montagne du Cantal genom de icke vulkaniska grupperna Monts du Cézallier och Monts du Luguet (Luguet, 1 555 m.), nära gränsen till departementet Cantal. I öster, på gränsen till departementet Loire, ligger Monts du Forez. 
Genom landskapet flyter floden Allier i nordlig riktning, med bifloderna Dore och Sioule. I Monts Dore rinner floden Dordogne upp.

## Galleri

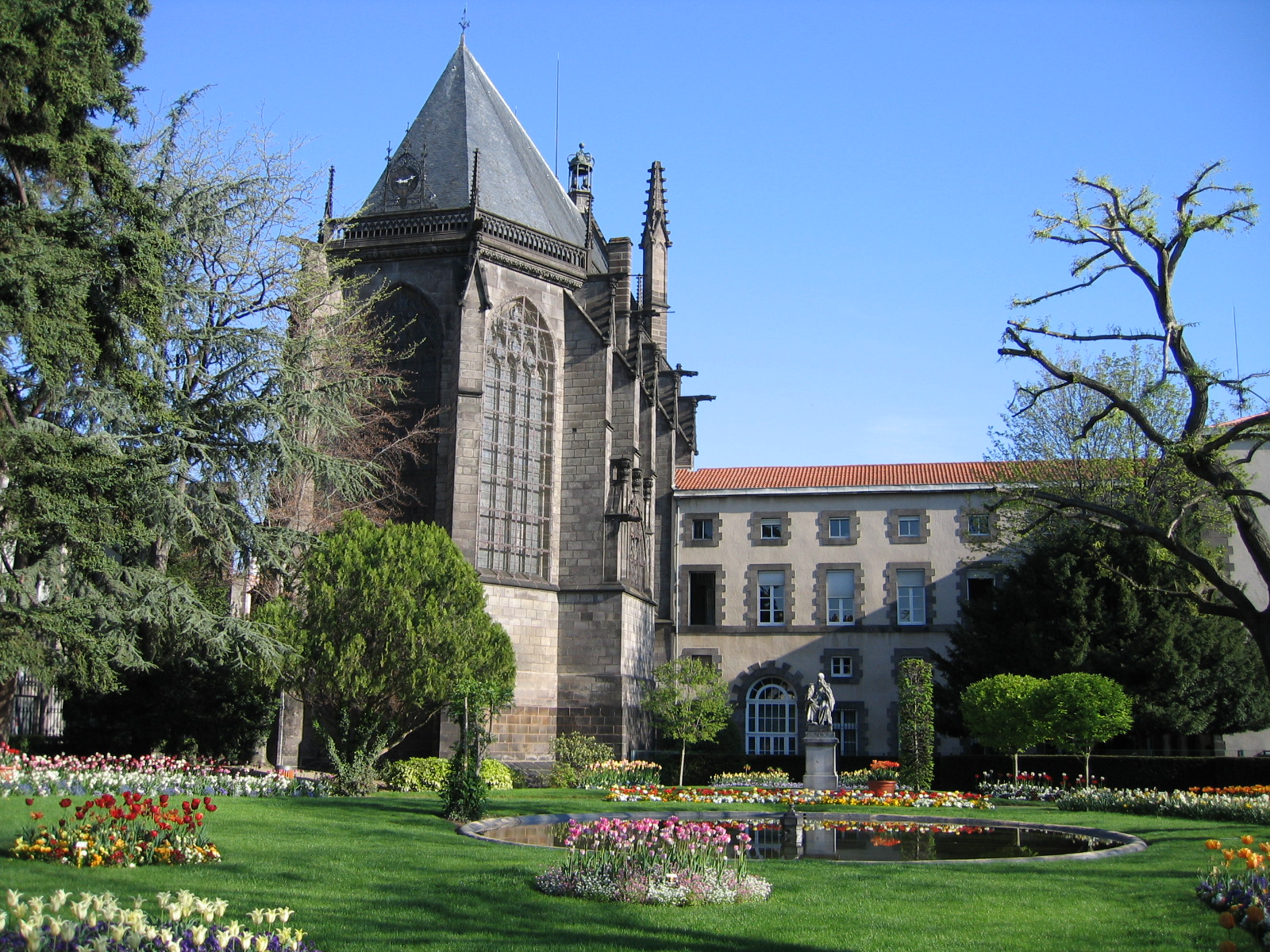
La Sainte chapelle i Riom
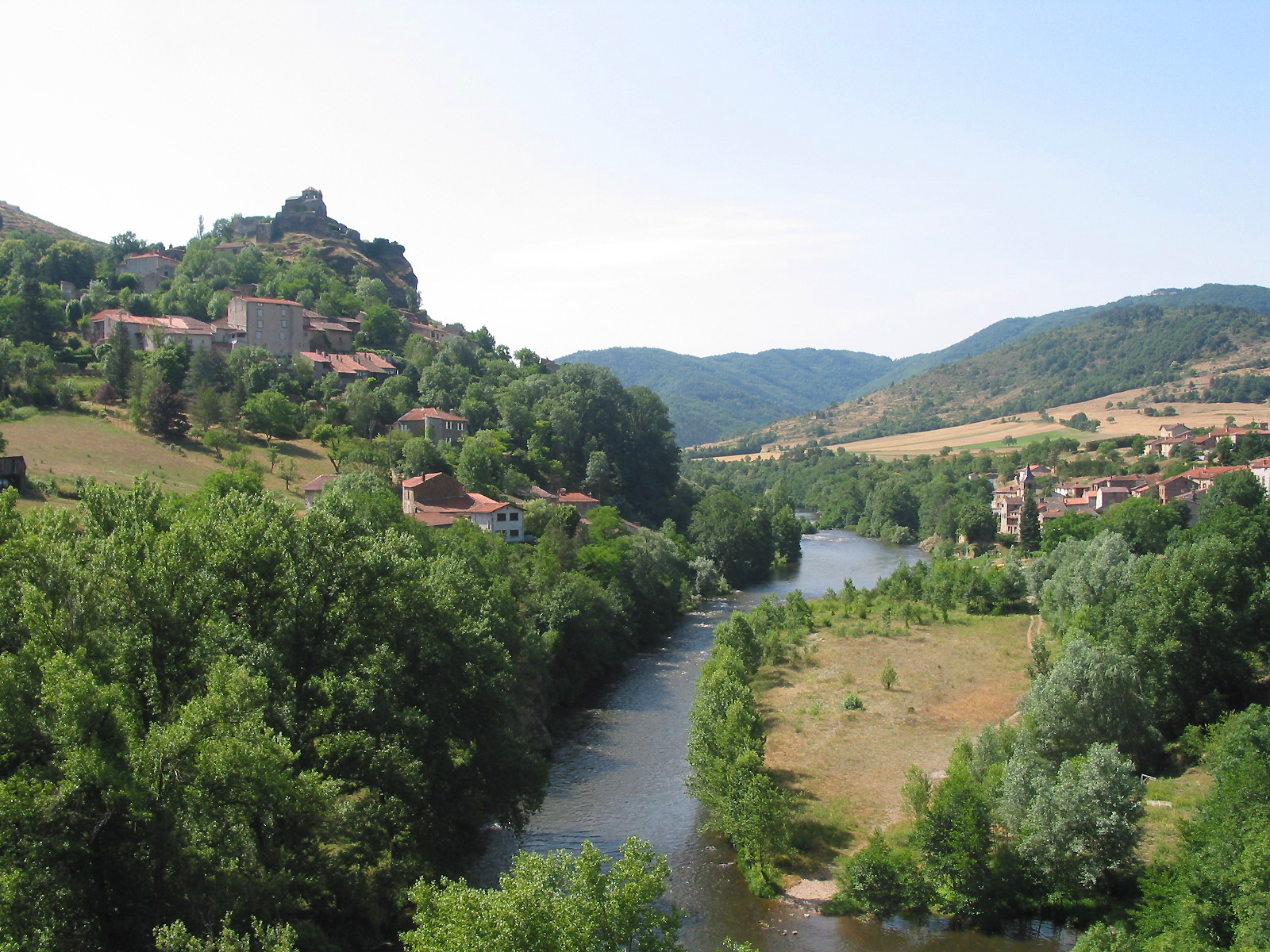
Byarna St-Ilpize och Villeneuve-d'Allier ligger på var sin strand av floden Allier
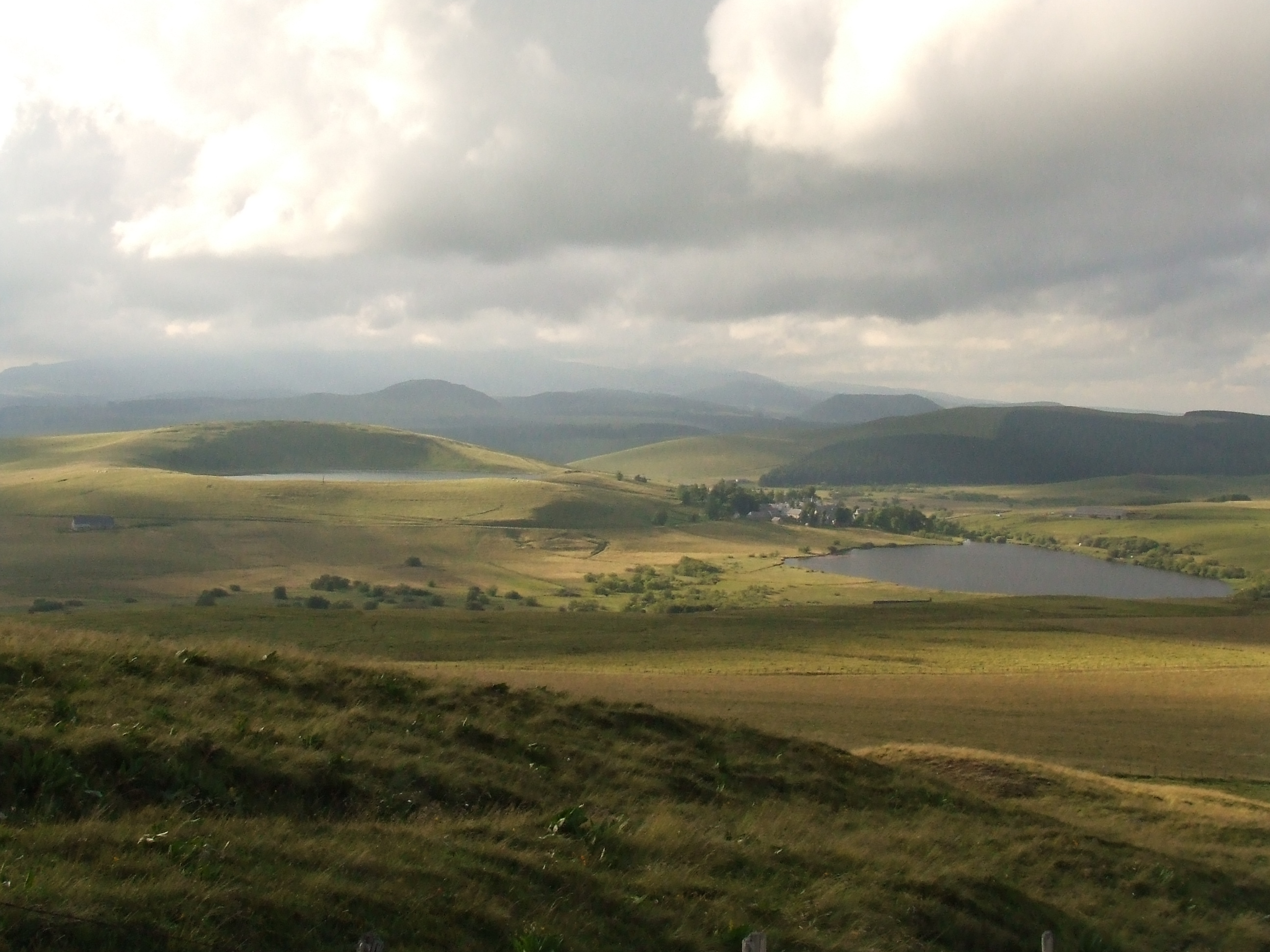
Godivelle-deux-lacs, byn Godivelle och de två sjöar som skapats av den vulkaniska aktiviteten. Området är naturreservat
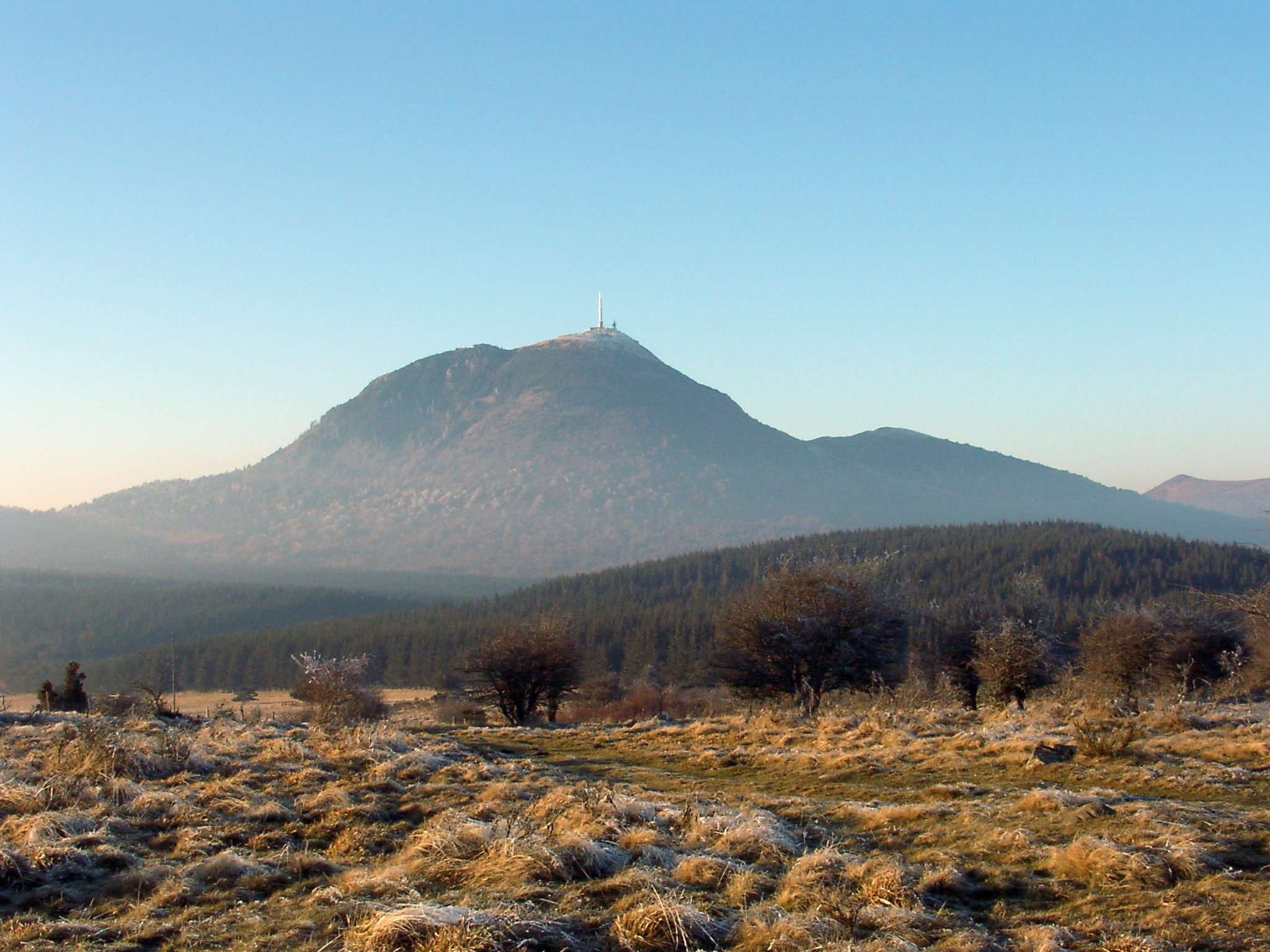
Berget Puy de Dôme